# Comuna Alexăndrești, Rîșcani
Comuna Alexăndrești este o comună din raionul Rîșcani, Republica Moldova. Este formată din satele Alexăndrești (sat-reședință), Cucuieții Noi, Cucuieții Vechi și Ivănești.

## Geografie
Distanța directă pîna în or. Rîșcani este de 15 km. Distanța directă pîna în or. Chișinău este de 181 km. 

## Demografie
La recensământul din 2004 populația la nivelul comunei Alexăndrești constituia 1132 de oameni, dintre care 46.38% - bărbați și 53,62% - femei. Compoziția etnică a populația în cadrul comunei: 82,51% - moldoveni, 16,70% - ucraineni, 0,71% - ruși, 0,09% - alte etnii. În comuna Alexăndrești au fost înregistrate 390 de gospodării casnice în anul 2004, iar mărimea medie a unei gospodării era de 2,9 persoane.
Conform datelor recensământului din 2014, comuna are o populație de 762 de locuitori, dintre care 47,0% - bărbați și 53,0% - femei. În comuna Alexăndrești au fost înregistrate 307 de gospodării casnice în anul 2014.
| Grup etnic                    | Populație | % Procentaj |
| ----------------------------- | --------- | ----------- |
| Băștinași declarați Moldoveni | 645       | 85,7%       |
| Ucraineni                     | 86        | 11,4%       |
| Români                        | 17        | 2,3%        |
| Alții                         | 14        | 0,6%        |
| Total                         | 762       | 100%        |

## Administrație și politică
Componența Consiliului local Alexăndrești (9 consilieri), ales la 5 noiembrie 2023, este următoarea:
|  | Partid                                       | Consilieri | Componență | Componență | Componență | Componență | Componență |
|  | -------------------------------------------- | ---------- | ---------- | ---------- | ---------- | ---------- | ---------- |
|  | Partidul Acțiune și Solidaritate             | 5          |            |            |            |            |            |
|  | Partidul Socialiștilor din Republica Moldova | 3          |            |            |            |            |            |
|  | Candidat independent GALINA CARABULEA        | 1          |            |            |            |            |            |